# Porte d'Enfer
Pour les articles homonymes, voir Enfer (homonymie).
La porte d'Enfer ou porte Gibard ou porte Saint-Michel  est une ancienne porte de ville de Paris. Construite au début du XIIIe siècle sur l'enceinte Philippe Auguste, elle est détruite au XVIIe siècle.

## Situation
Elle était située à l'extrémité méridionale de la rue de la Harpe à l'angle des actuels boulevard Saint-Michel et de la rue Monsieur-le-Prince, sur l'actuelle place Edmond-Rostand.

## Origine du nom
Elle a la même étymologie que la rue d'Enfer, au bout de laquelle elle se trouvait placée.

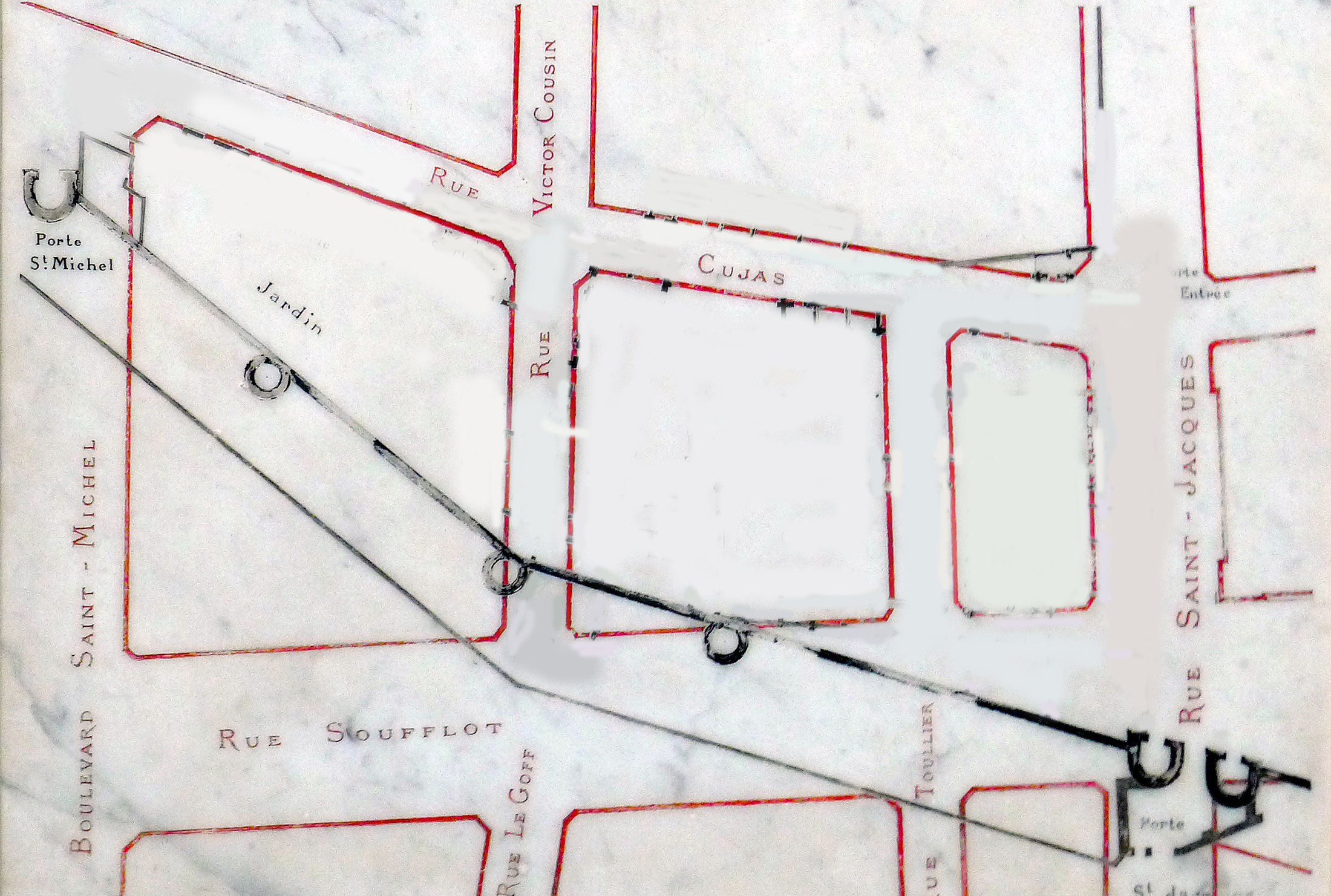
Le tracé de l'enceinte de Philippe Auguste (en noir) entre les portes Saint-Michel et Saint-Jacques par rapport à la voirie actuelle (en rouge).
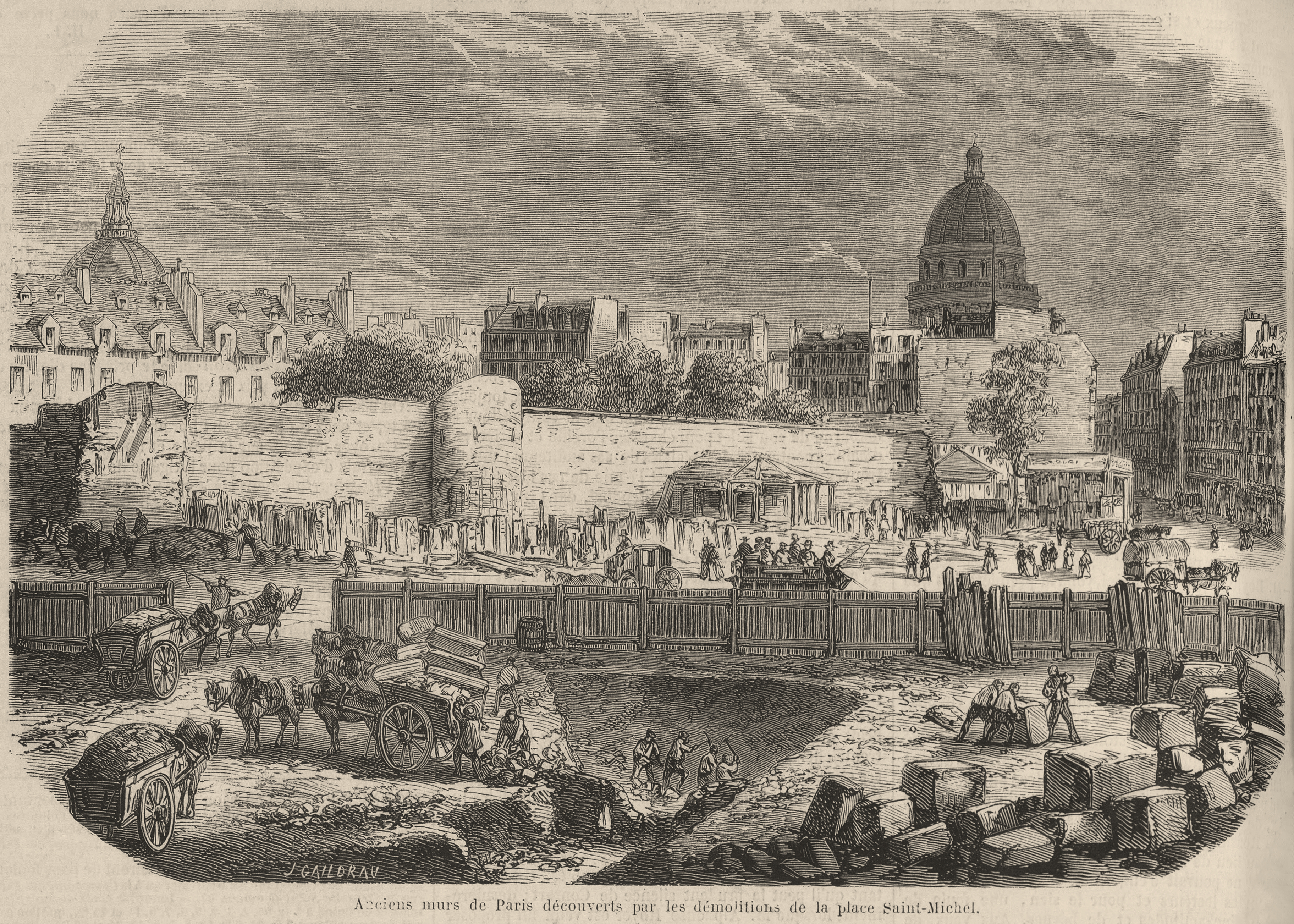
Anciens murs de Paris découverts par les démolitions de l'ancienne place Saint-Michel vers 1860.

## Historique
Cette porte, qui avait été bâtie vers l'an 1200, faisait partie de l'enceinte de Philippe Auguste.
Au XIVe siècle, et antérieurement, elle se nommait « porte Gibart » , et par altération « porte Gilbert » et « porte Gibert » avant de porter le nom de « porte d'Enfer », puisqu'en 1246 elle est désignée par « Hostium ferti » , en 1271 par « Hostium ferri », en 1311 par « Porta inferni » et en 1379 par « Porta ferri ». Jaillot pense de là que l'on devrait dire « Porte de fer ».
À la fin du XIVe siècle elle prit le nom de « porte Saint-Michel », parce qu'elle fut réparée en 1394, époque de la naissance de Michelle, fille de Charles VI.[réf. nécessaire]
Elle figure sous cette dénomination entre autres sur les plans de Truschet et Hoyau (1553) et de François Quesnel (1609).
La porte Saint-Michel fut démolie en 1684. L'ancienne place Saint-Michel, disparue dans les années 1860 lors du percement du boulevard Saint-Michel, fut aménagée à son emplacement.